# Чаркин, Альберт Серафимович
Альбе́рт Серафи́мович Ча́ркин (16 декабря 1937, Белёв, Тульская область — 9 января 2017, Санкт-Петербург) — советский и российский скульптор, педагог, профессор, председатель правления Санкт-Петербургского отделения Союза художников РФ, член Президиума Российской академии художеств. Ректор Санкт-Петербургского государственного академического института живописи, скульптуры и архитектуры им. И. Е. Репина (2001—2009).
Академик РАХ (1999; член-корреспондент 1998). Народный художник Российской Федерации (2005). Член Союза художников СССР с 1972 года.

## Биография
Во время Великой Отечественной войны семья эвакуирована в Семипалатинск, после окончания войны Альберт Чаркин вместе с семьей переезжает в Сумы, а затем в город Лубны Полтавской области, где его отец Серафим Алексеевич Чаркин работает главным инженером на Лубенском химико-фармацевтическом заводе (сегодня ОАО «Лубныфарм»). На Украине будущий скульптор прожил до совершеннолетия.
С 1956 по 1960 год служит на Черноморском флоте. В 1960 году поступил в Ленинградский институт живописи, скульптуры и архитектуры имени И. Е. Репина (в настоящее время Санкт-Петербургская академия художеств имени Ильи Репина), на факультет скульптуры.
В 1966 году окончил институт живописи. В 1966—1969 продолжил обучение в творческих мастерских профессора Н. В. Томского и М. К. Аникушина. С 1987 по 1996 год — заместитель председателя Ленинградской организации Союза художников РСФСР (с 1991 года — Санкт-Петербургского Союза художников).
С 2001 по 2010 год — ректор Санкт-Петербургского государственного академического института живописи, скульптуры и архитектуры им. И. Е. Репина. В 2004 году оказался втянутым в скандал с назначением ректором Санкт-Петербургского государственного академического института живописи, скульптуры и архитектуры им. И. Е. Репина Олега Харченко.
В 2007 году подписал письмо Владимиру Путину с просьбой остаться на третий срок, имевшее широкий резонанс в обществе.
В 2014 году подписал Коллективное обращение деятелей культуры Российской Федерации в поддержку политики президента РФ В. В. Путина на Украине и в Крыму.
Проживал в Санкт-Петербурге. Похоронен на Литераторских мостках в Санкт-Петербурге.
Дочь Мария — кандидат искусствоведения, преподаватель Академии имени Репина.

## Награды
- Диплом Первой степени Министерства культуры СССР (1968 год)
- Диплом Академии художеств СССР (1968 год)
- Медаль «В ознаменование 100-летия со дня рождения Владимира Ильича Ленина» (1970 год)
- Медаль «За трудовое отличие» (1986 год)
- Медаль «Ветеран труда» (1988 год)
- Памятный знак «50 лет Победы» (1996 год)
- Заслуженный художник Российской Федерации (19 ноября 1997 года) — за заслуги в области искусства[8]
- Благодарность Законодательного Собрания Санкт-Петербурга (20 ноября 2002 года) — за существенный вклад в развитие культуры в Санкт-Петербурге и в связи с 65-летием со дня рождения[9]
- Народный художник Российской Федерации (1 августа 2005 года) — за большие заслуги в области изобразительного искусства[10]
- Премия Правительства Санкт-Петербурга в области литературы, искусства и архитектуры за 2006 год (за достижения в области дизайна) (23 мая 2007 года) — за создание серии выставок «Участникам Второй мировой войны и Великой Отечественной войны посвящается»[11]
- Орден «За заслуги перед Отечеством» IV степени (6 декабря 2007 года) — за большой вклад в развитие изобразительного искусства, многолетнюю плодотворную педагогическую и общественную деятельность[12]
- Почётный диплом Законодательного Собрания Санкт-Петербурга (17 ноября 2010 года) — за выдающийся вклад в развитие культуры в Санкт-Петербурге, а также в связи с 20-летием со дня создания общественной организации «Координационный Совет творческих союзов Санкт-Петербурга»[13]
- Орден «За заслуги перед искусством» (2012 год)
- Золотая медаль Российской академии художеств
- Золотая, Серебряная и Бронзовая медали имени Джакомо Манцу (Италия)

## Известные работы

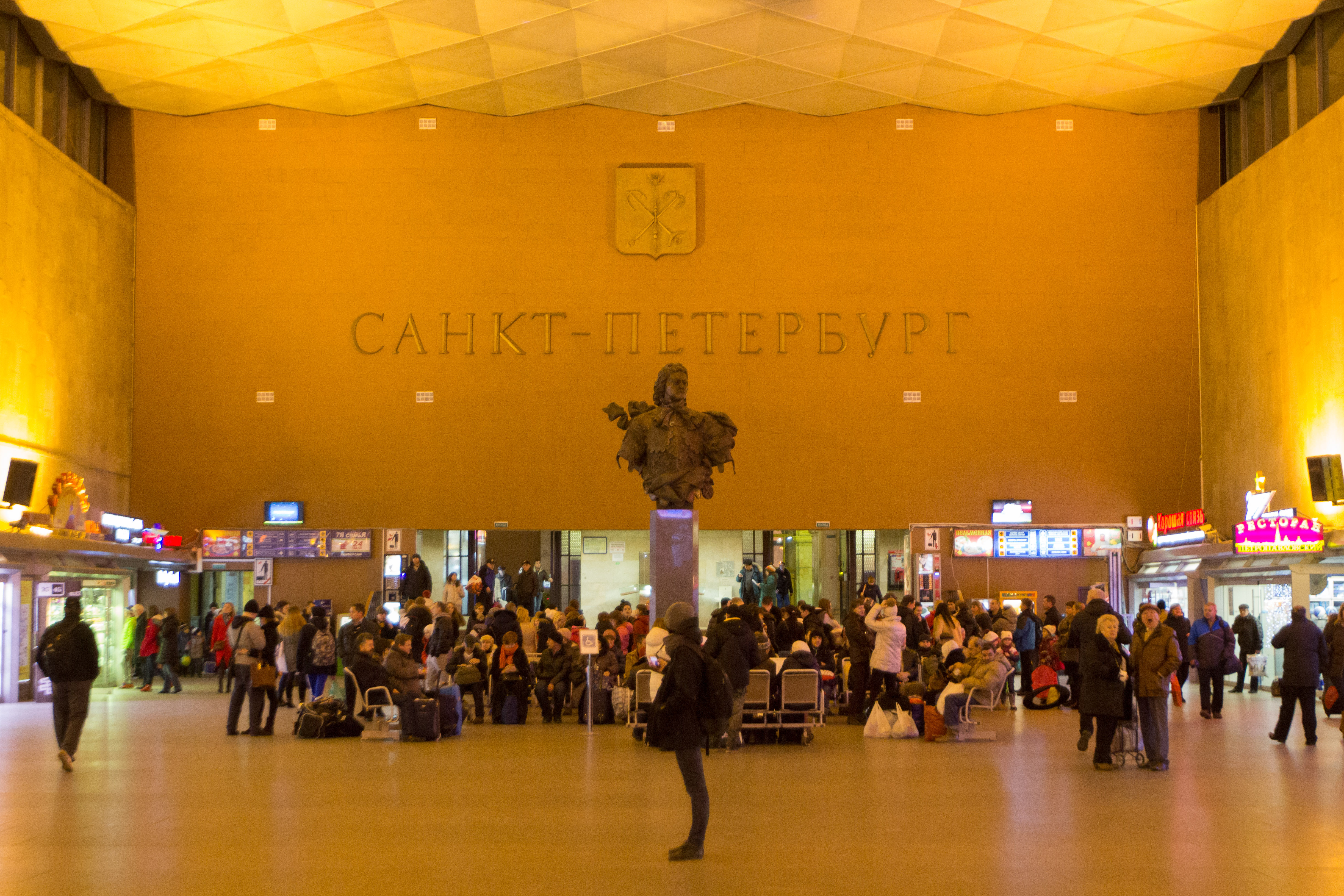
бюст Петра I на Московском вокзале

Наиболее известными работами являются:
- скульптура «За долю народную», 1966 (Диплом 1-й степени Министерства культуры СССР и АХ СССР 1968 г.)
- монумент Победы в Рязани (1975)
- памятник Сергею Есенину в Таврическом саду Санкт-Петербурга (1995)
- бюст Петра I на Московском вокзале (Санкт-Петербург, 1993)
- бюст В. П. Чкалова у павильона станции метро «Чкаловская» в Санкт-Петербурге. Создан в соавторстве со скульптором Свешниковым В. Д.[14] (1997)
- «Памятник погибшим воинам» (1981, г. Чинобад, Узбекистан)
- Памятник Ф. Э. Дзержинскому (1987, Уфа)
- монумент «Защитник Киевской Руси» к 1000-летию г. Лубны (1988, Лубны, Полтавская область)
- бюст Александра Даниловича Меншикова (1997, г. Колпино)

Скульптурная композиция Володин, Вампилов, Розов

- памятник академику Александрову А. П. (1997, г. Сосновый Бор, Ленинградская область).
- бюст русского дипломата, князя Александра Михайловича Горчакова (16 октября 1998 года, в Александровском саду (Санкт-Петербург), на пространстве у фонтана сада; открыт к двухсотлетнему юбилею со дня рождения дипломата).
- памятник бравому солдату Швейку (Санкт-Петербург) (2003)
- Драматурги Александр Володин, Александр Вампилов, Виктор Розов (архитектор И. И. Саутов, 2007), установлен во дворе театра «Табакерка»
- святителю Луке (Войно-Ясенецкому) (2010, Алупка)
- Скульптура Александр Невский в Константино-Еленинском монастыре (Ленинградская область)[15]